# Goa'uld
(Daniel Jackson ad Elizabeth Weir nell'episodio La città perduta (Parte 1) di Stargate SG-1)
I Goa'uld [pronuncia IPA: ˈgoʊ˘uːld] sono una specie aliena descritta nella serie televisiva fantascientifica Stargate SG-1; Ra, l'antagonista del film Stargate antecedente alla serie, viene individuato come uno di loro, sia nella serie stessa che in tutto il resto del franchise di Stargate. I Goa'uld sono il maggior antagonista delle prime otto stagioni di Stargate SG-1.

## Descrizione generale
I Goa'uld sono una razza di parassiti, fisicamente molto simili ai serpenti. I Goa'uld possono però vivere anche all'esterno di un corpo ospite, e proprio per questo possono essere definiti endoparassiti facoltativi. Tra i loro ospiti preferiti vi sono gli Umani e gli Unas, mentre i Jaffa sono usati per contenere la loro fase larvale. Quando contenuti in un corpo ospite o in un Jaffa, sono chiamati simbionti Goa'uld.
I Goa'uld adulti, a differenza delle larve, sono capaci di prendere il controllo totale del corpo dell'ospite; inoltre forniscono a questo una forza sovrumana, una maggior resistenza alle malattie e ai veleni, la capacità di rigenerare le ferite e di rallentare il processo d'invecchiamento; quest'ultima caratteristica, insieme all'uso del sarcofago, permette a un Goa'uld di occupare lo stesso ospite per diversi millenni.
La maggior parte dei Goa'uld è malvagia, egocentrica ed estremamente megalomane. Di solito interpretano il ruolo di potenti Signori o autentiche divinità per controllare i propri possedimenti e le proprie armate, e tentano di conquistare ulteriori pianeti dove imporre il proprio culto. Alcuni Goa'uld, opponendosi a questa filosofia, formano il gruppo clandestino dei Tok'ra.

## Storia

### Gli inizi
I primi Goa'uld si evolvono sul pianeta P3X-888, insieme agli Unas, una razza molto forte ma primitiva, che per lungo tempo rimane l'unico organismo ospite accettato dalla fisiologia Goa'uld. In seguito impararono come usare lo Stargate, posizionato sul loro mondo dagli Antichi, trovando così un modo per lasciare il loro pianeta.
Sotto la guida di Atok, i Goa'uld svilupparono la loro prima forma di società di conquistatori, rubando la tecnologia degli Antichi e modificandola per i propri scopi. Circa nel 22.000 a.C., Atok venne ucciso dal figlio Apep che riorganizzò la leadership dei Goa'uld. Apep divise le sue forze tra i suoi subalterni Ra, Nut e Thoth. Tuttavia, verso il 17.800 a.C., il subalterno "preferito" di Apep, Anubis, cominciò ad incrementare il suo potere a discapito di Apep stesso, la cui influenza iniziò a diminuire. Anubis infine uccise Apep, divorando poi il simbionte di fronte agli altri Goa'uld. La morte di Apep spinse Ra a riunire gli altri Goa'uld per sconfiggere Anubis, in nome del loro padre Apep. La guerra che seguì durò cento anni, finché Anubis non fu sconfitto ed esiliato. Ra organizzò così una nuova leadership, chiamata l'Alto Consiglio dei Signori del Sistema, e si autoproclamò Supremo Signore del Sistema dell'Impero Go'auld, prendendo Hathor ed Egeria come sue regine.

### Il regno di Ra
Durante la guerra con gli Asgard, attorno all'8.000 a.C., Ra scoprì un nuovo mondo rigoglioso con una razza primitiva: gli umani, discendenti degli Antichi. Comprendendo l'enorme potenzialità dei terrestri come ospiti per i Goa'uld, Ra concesse ai Signori del Sistema di visitare la Terra, dove prelevarono questa nuova razza e la portarono su altri mondi nella Via Lattea; alcuni furono usati nelle miniere di Naquadah, altri come guerrieri e incubatrici delle larve Goa'uld, i Jaffa. Attorno al 3.000 a.C., si scatena una ribellione nell'odierno Egitto. Ra viene cacciato e gli umani seppelliscono lo Stargate della Terra, impedendo ai Goa'uld di tornare. Nel frattempo gli esseri umani erano stati trasferiti pressoché ovunque nell'Impero dei Goa'uld così Ra decise di non riconquistare la Terra con le sue astronavi.
Tempo dopo, Egeria, moglie di Ra, comincia ad avere i primi dubbi sul futuro dei Goa'uld, a causa della loro crudeltà. Nell'anno 1 d.C., diede così vita al primo gruppo di ribelli Goa'uld, che egli stessa chiamò Tok'ra, la Resistenza contro Ra. quando fu scoperta dal marito, fu catturata e venne rimossa dal suo ospite e imprigionata in un vaso in stasi, nascosta sul pianeta Pangar.
Nel 1994, i Tau'ri riaprirono lo Stargate e inviarono una squadra su Abydos. Ra catturò alcuni di loro e trovò un ordigno nucleare che era stato consegnato al colonnello Jack O'Neill, i cui ordini erano di innescare l'arma se avesse trovato una minaccia per la Terra. Ra equipaggiò la bomba con del Naquadah, incrementandone la potenza, ma nel frattempo Daniel Jackson svelò la verità agli Abydosiani sulla natura dei loro dèi, scatenando un'altra ribellione. Durante la fuga, O'Neill inviò, a bordo della nave di Ra, la bomba innescata, usando gli anelli trasportatori. L'esplosione che ne seguì uccise Ra.

### Il regno di Apophis
Dopo la morte di Ra, i Signori del sistema combatterono tra loro per il potere. In conclusione, Cronus, Heru'ur e Ba'al ne escono rinforzati ma il più potente di tutti risultò essere Apophis. Dopo che l'SG-1 causò dei problemi alle sue forze, Apophis scatenò un attacco contro la Terra. I Tau'ri riuscirono a sabotare le forze del Goa'uld, il quale ne uscì notevolmente indebolito. Sotto attacco da Heru'ur e Sokar, quest'ultimo catturò Apophis e lo imprigionò su Ne'tu.
Quando l'SG-1 giunse su Ne'tu per salvare Jacob Carter, Apophis scatenò una ribellione e riuscì a fuggire dalla luna-prigione poco prima che i Tok'ra la distruggessero. In breve, Apophis prese possesso delle forze di Sokar e quelle di Heru'ur, e forte della sua potenza, cercò di attaccare i Tok'ra su Vorash. Il maggiore Samantha Carter ideò un piano per distruggere le forze di Apophis facendo esplodere il sole di Vorash. Il piano ebbe successo e la nave usata dall'SG-1, precedentemente la nave-madre di Cronus, sopravvisse assieme a quella di Apophis.
Ben presto, i Replicanti infestarono la nave madre di Apophis, che si impossessò della nave dell'SG-1, la quale però fu infestata anch'essa dai Replicanti. La squadra sabotò il vascello facendolo schiantare su Delmak, il pianeta di cui Ne'tu era la luna prima della distruzione della stessa luna. Apophis era a bordo e non sopravvisse allo schianto. Dato che il suo corpo si presume sia stato distrutto nell'impatto, si presume anche che sia rimasto ucciso prima di potersi curare con il Sarcofago.

### Il regno di Anubis
Come accadde dopo la morte di Ra, i Signori del sistema rimasti in vita cominciarono a darsi battaglia per il dominio. Nel frattempo però un nuovo nemico si fece avanti. Esso attaccava i domini dei Goa'uld senza i Jaffa ma solamente con le sue astronavi; per far fronte alla sua potenza, l'Alto Consiglio si riunì e durante il summit Osiris rivelò l'identità del nuovo nemico: Anubis. Non potendo essere contrastato, questi divenne il nuovo Supremo Signore dell'Impero dei Goa'uld, rafforzato dal suo stato di semi-asceso che gli concedeva quasi tutta la conoscenza degli esseri ascesi.
In pochi mesi Anubis diede il via ad una serie di attacchi contro i Tau'ri, i Tok'ra e gli Asgard. All'interno dei Signori del sistema cominciarono a formarsi degli attriti. Yu cominciò una guerra personale contro Anubis ma dovette cercare aiuto tra gli altri Goa'uld per contrastare la sua forza; durante questa guerra il potere di Yu diminuì a favore di Ba'al, che prese la guida dei Signori del sistema.
Notando il crescente dissenso tra i Jaffa a causa di Teal'c e Bra'tac, Anubis creò un nuovo tipo di guerriero, chiamato Kull. I terrestri e i Tok'ra crearono un'arma per contrastarlo usando la conoscenza degli Antichi, ma nel frattempo Anubis usò i suoi guerrieri contro gli altri Goa'uld, tornando a dominare i Signori del sistema.
Temendo che i terrestri avessero pieno accesso agli armamenti degli Antichi, Anubis lanciò un'invasione su larga scala della Terra, usando più di trenta Ha'tak e la sua super nave madre, in grado di distruggere anche un pianeta, tuttavia i terrestri scoprirono l'avamposto Antico in Antartide ed usarono i droni dell'avamposto per distruggere la flotta di Anubis e facendo credere che lui stesso fosse morto, ma in realtà Anubis sopravvisse grazie al suo stato incorporeo, ma per lui le conseguenze della battaglia furono devastanti.

### Il regno di Ba'al
La sconfitta di Anubis causò un enorme vuoto nei domini dei Signori del sistema. Nel tentativo di impedire un'altra guerra, i Signori rimasti si divisero i territori di Anubis. Tuttavia, Ba'al scovò la base dei Kull e impose loro la sua volontà, conquistando il precedente regno di Anubis: Bastet e Olokun furono uccisi, Morrigan si arrese, Ares fu ucciso da O'Neill, Moloc fu ucciso dai Tau'ri con due missili e Camulus chiese asilo sulla Terra, ma fu estradato e mandato da Ba'al che, probabilmente, lo uccise. Yu e Amaterasu prepararono un'offensiva ma furono sconfitti. Ciò che nessuno sa, però, è se Anubis sia tornato e stia usando Ba'al come un fantoccio a sua stessa insaputa.
Nel frattempo, i Replicanti cominciarono un'invasione su vasta scala dell'intera galassia, entrando in guerra con l'Impero dei Goa'uld. La maggior parte dei Signori del sistema furono uccisi, incluso Yu, e Ba'al sembrò essere l'ultimo sopravvissuto. Molti dei Jaffa ribellatisi decisero di tornare sotto il dominio di Ba'al credendo che i Replicanti fossero una punizione divina. Ba'al dovette, tuttavia, allearsi con l'SG-1 per conquistare Dakara e usare la super arma per distruggere tutti i Replicatori. Distrutti i Replicanti, i restanti Jaffa oppressi si ribellarono e Ba'al fu costretto a fuggire. L'ultimo Goa'uld rimasto in vita, a questo punto, è privo di potere e di conseguenza l'Impero Goa'uld crollò dopo 30.000 anni di dominio. Ba'al fu comunque ucciso in due linee temporali: prima nel 1939 sulla nave Achilles da Cameron Mitchell e poi nel 2009 avvenne la sua esecuzione da parte dei Tok'ra.

### Linea temporale alternativa
In una linea temporale alternativa i Goa'uld sono stati sconfitti con un'arma biogenetica degli Aschen.

## Simbionte e ospite

### Simbionte
I simbionti sono esseri di piccole dimensioni simili a serpenti che necessitano del corpo di un altro essere vivente che li ospiti: una volta entrati in un organismo ospite si innestano dietro al collo e si attaccano alle vertebre cervicali, causando all'ospite tagli profondi e forti dolori alla testa; il simbionte quindi estende dei filamenti all'interno del sistema nervoso dell'ospite, in particolare all'interno del suo cervello.
Una volta che il Goa'uld si è impossessato del corpo dell'ospite ottiene un buon livello di controllo sul suo corpo, come dimostrato dal fatto che sono in grado di uccidere l'ospite se si rendesse necessario o se si sentono minacciati da fenomeni esterni. Le tecniche chirurgiche standard terrestri si sono dimostrate inefficaci nella rimozione del simbionte, come nel caso del maggiore Kawalsky, poiché il simbionte una volta rimosso rilascia un veleno in grado di uccidere l'ospite in brevissimo tempo. Solo le più avanzate tecniche Tok'ra ebbero successo nel rimuovere un simbionte senza creare danno al suo ospite, come accadde ad Adria.
Le larve Goa'uld che non hanno ancora raggiunto la maturità non sono in grado di prendere pieno possesso dell'ospite e riescono a prenderne il controllo solo per un breve periodo, che per l'ospite corrisponde ad un black out. Ne risulta una vera e propria battaglia combattuta tra la larva e l'ospite stesso. Le larve sono però in grado di lasciare una specie di buccia, fatta di pelle morta, che potrebbe indurre i chirurghi a credere di aver rimosso il simbionte.
I Goa'uld vengono generati da un genitore asessuato definito Regina Goa'uld, ad esempio Hathor, moglie di Ra, o Egeria, madre dei Tok'ra. Quando viene trovata una nuova tribù umana, o di una diversa razza, la Regina necessita di un campione di DNA, o codice della vita come lo chiamano i Goa'uld, della futura specie ospite per creare le larve che saranno innestate negli ospiti. Il campione di DNA serve per generare simbionti tali da impedire che il corpo umano li rigetti.
Durante la gestazione i Goa'uld ricevono geneticamente tutte le conoscenze dei loro predecessori acquisendo il sapere di tutti i Goa'uld venuti prima di loro. Un'altra caratteristica peculiare è la presenza nel loro organismo di Naquadah, necessaria per attivare la loro tecnologia e che permette loro di percepire il Naquadah presente negli Stargate. Questo però non sembra essere un aspetto naturale della loro biologia, infatti il sangue dei primi Goa'uld era privo di questo elemento.
I Goa'uld selvaggi del loro mondo originario sono stati visti cibarsi dei propri simili, proprio come Anubis con Apep, ed erano privi di Naquadah nel loro sangue. Il simbionte era in grado, inoltre, di illuminare i propri occhi, se furiosi, proprio come appaiono quelli dell'ospite.

### Ospite
Un Goa'uld dà al proprio ospite una salute perfetta, una forza superiore ed un'intelligenza maggiore degli altri umani. L'unico modo per riconoscerli da un qualunque essere umano diviene quindi l'intensa luce bianca emanata dagli occhi, in un momento di furore, e il profondo e distorto tono di voce, facilmente mascherabile però con una sonorità più umana. Il tono di voce viene usato dai Tok'ra per indicare all'interlocutore se si sta parlando con il simbionte o con l'ospite.
I Goa'uld affermano che una volta perso il controllo del proprio corpo l'ospite muoia, ma ciò è stato più volte smentito nel corso delle molte missioni affrontate dall'SG-1.
L'essere impossessati da un Goa'uld è considerato un destino orribile per il malcapitato, in quanto è costretto ad essere testimone delle brutalità, dirette o indirette, commesse attraverso il suo stesso corpo, tesi non condivisa dai Lo'taur, gli schiavi personali dei Goa'uld, i quali invece considerano un grande onore essere presi come ospiti. Alcuni ospiti, con estrema volontà, possono combattere il controllo dei simbionti più giovani, riuscendo però a sopprimere, al massimo, un movimento della mano per alcuni secondi.
Diverse razze possono essere usate dai Goa'uld come ospiti: un esempio sono umani ed Unas (i loro primi ospiti); sono in grado di prendere anche i corpi clonati degli Asgard, anche se la loro genetica rigetta i simbionti dopo poco tempo, provocando comunque la morte dell'ospite. Un esempio di Asgard impossessato si vede nel film Stargate, anche se all'epoca del film la razza Asgard non era ancora stata inventata dagli ideatori della serie televisiva, quando Ra giunge per la prima volta sulla Terra. Vi sono però due specie umane che non possono essere usate come ospite, gli Ilempiri, modificati geneticamente dagli Antichi a tale scopo, e i Jaffa, modificati dai Goa'uld per essere incubatrici umane delle larve.
Un figlio umano generato tra due ospiti umani dei Goa'uld viene chiamato Harcesis e possiede tutta la conoscenza dei Goa'uld, trasmessa geneticamente dai simbionti; queste forme di vita sono ritenute una minaccia dai Goa'uld stessi proprio a causa della loro enorme conoscenza genetica e per questo tra i Goa'uld è proibito generare figli attraverso i propri ospiti. Alcuni ospiti sono stati liberati attraverso l'avanzata chirurgia dei Tok'ra: degli esempi sono Skaara, Vala Mal Doran, Kendra, Sarah Gardner e l'ultimo clone di Ba'al.

## Società
La società dei Goa'uld è di tipo feudale, dove il più forte domina il più debole, di conseguenza sono sempre in guerra tra di loro e alla ricerca di maggior potere. Una grande minaccia per i Goa'uld sono anche i propri figli, i quali aspirano al potere del padre, come accadde ad Apep.
Tuttavia il perenne stato di conflitto tra i Goa'uld contribuisce a mantenere un equilibrio del potere assai difficile da sbilanciare. Solo quando è nel loro interesse i Goa'uld rispettano delle regole, come trattati di non aggressione o il divieto di unirsi fisicamente per avere figli, attraverso gli ospiti.
Le più alte autorità tra i Goa'uld corrispondono al grado di Signore del sistema, che spesso combattono tra loro per ampliare i propri territori. Solo i Signori del sistema possono avere i Lo'taur come schiavi: questi ultimi in qualche occasione sono usati come spie per ottenere informazioni sugli altri Goa'uld tramite i loro Lo'taur, poiché conoscono ogni segreto dei propri padroni.
I cosiddetti Goa'uld minori sono Goa'uld sconfitti in battaglia, o giovani simbionti maturi, costretti a servire i Goa'uld più potenti (Signori del sistema) come luogotenenti e comandanti dei loro eserciti. Molto spesso i Goa'uld minori complottano contro i loro padroni per impossessarsi dei loro domini.

## Tecnologia
La tecnologia Goa'uld è in gran parte frutto di razzie e dello sterminio di mondi alieni. Il sarcofago e le astronavi sembrano essere state rubate a razze aliene esistite precedentemente, come gli Antichi, e a volte modificate per adattarle alla propria specie come accadde per il sarcofago. Gli stessi Stargate, che in un primo momento si era creduto fossero stati creati da loro, non sono altro che una rete di dispositivi in grado di generare tunnel spaziali, creati sempre dagli Antichi, caduti sotto il dominio dei Goa'uld solo in seguito alla dipartita dei creatori dalla Via Lattea.

## Lingua e scrittura

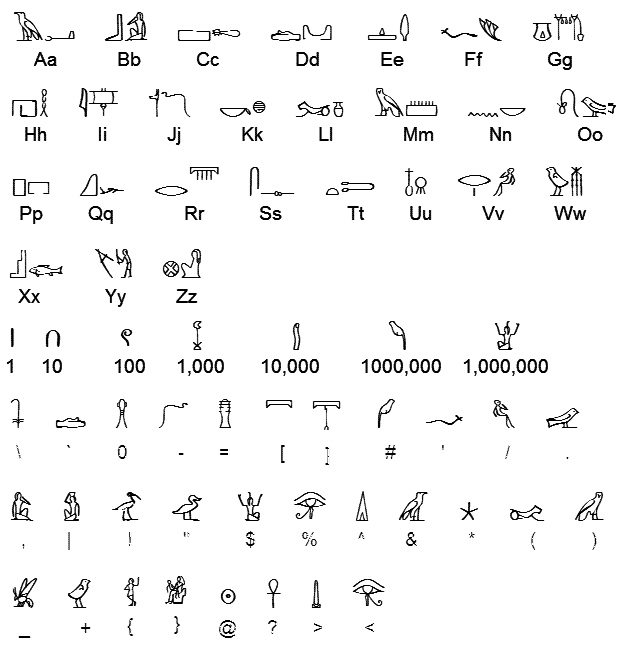
Uno degli alfabeti Goa'uld visti in Stargate SG-1.

La lingua artistica parlata dai Goa'uld compare già nel film Stargate, dove Daniel Jackson riconosce che il linguaggio parlato da Ra e dagli Abydosiani è simile all'antico egizio. Nello show televisivo, per necessità di rendere scorrevole la trama e i dialoghi, il parlato Goa'uld si alterna senza problemi all'italiano (inglese per la versione originale) e le parole Goa'uld più usate nello show sono Chappa'ai ("Stargate"), Tau'ri (sia per "Terra" che per "terrestre"), Shol'va ("traditore", spesso affibbiato a Teal'c da svariati Signori del sistema) e Kree (che può voler dire diverse cose: "attenzione", "ascolta", "concentrati" o semplicemente "ehilà"), oltre allo stesso Goa'uld, che significa "Divinità" o "Figlio degli dèi".
Molti alfabeti Goa'uld sono basate sugli antichi geroglifici egizi, anche se nella trama sono proprio i dialetti a influenzare molte delle antiche lingue della Terra. L'alfabeto generalmente usato Goa'uld è uno dei più semplici da tradurre. Nella serie televisiva, questo alfabeto viene chiamato Alfabeto Nahkt ma viene riscontrato anche un alfabeto corrispondente all'Alfabeto meroitico, che viene chiamato proprio Meroitico. In origine il Comando Stargate ipotizzava che la lingua dei Goa'uld venisse scritta su righe, da sinistra a destra, e dall'alto al basso, come per esempio nelle lingue del mondo occidentale. In seguito, in alcuni documenti ufficiali della Nazione Libera Jaffa (che usano la lingua dei Goa'uld), nell'ufficio di Gerak, si può vedere che la loro lingua viene scritta su colonne ma non è chiaro se esse vadano da destra a sinistra, come la lingua cinese, o viceversa, come la lingua mongola. Secondo l'universo fantascientifico di Stargate SG-1, i Goa'uld avrebbero usato diversi dialetti che avrebbero condotto poi alla formazione dei caratteri cinesi, scrittura cuneiforme, della Lineare A cretese, dei geroglifici maya e della lingua greca antica.

### Dizionario Goa'uld[53]
A
- Ai'emain: Alzati!
- Aray Kree!: non ti muovere!
- A'roush: Villaggio
- Ash'rak: Assassino, cacciatore, un omicida dell'élite che esegue gli ordini dei signori del Sistema

B
- Ba'ja'kakma'te: Ti saluto
- Bashaak: l'addestramento rituale dei Jaffa
- Bon'iqua? [boneequa]: Perché?
- Bonniewae: molto buono
- Bradio: vieni! venite! (in tono di comando)

C
- Cal mah: Santuario
- Chaapa'ai: Stargate
- Chaapa'ko-Chapa'kull: Supergate

D
- Di'bro, das weiafei, doo'wa!: Gente, date loro il benvenuto, gli dei sono venuti!
- Dis'tra: maestro, insegnante

G
- Gio'mha seku: diritto alla rivendicazione di comandante con un duello all'ultimo sangue

H
- Hassac / Ha'shak: Debole
- Ha'tak: nave madre goa'uld
- Harsesis: bambino generato da due Goa'uld
- Hal'kesh: nave d'appoggio goa'uld
- Hi'ato [heeato]: camminate!
- Hok'taur: termine goa'uld che significa umano perfetto

I
- Intar: arma jaffa non letale usata per l'addestramento

J
- Jaffa: Popolo schiavo dei Goa'uld.
- Jaffa kree!: Attenzione, muovetevi, attaccate, fatelo. È un comando rivolto verso i Jaffa.

K
- Kal'ma: Aiuto
- Kalash: Anima
- Kegalo: Silenzio
- Ke'i [key]: Inginocchiatevi!
- Kelnoreem: stato di meditazione jaffa
- Kel Sha: Salve
- Kree: Attenzione
- Korush-nai: tornate indietro!

L
- Lek tol: Addio

M
- Mai'tac: Dannazione
- Mid'cha [midsha]: Fate attenzione
- Mal sha'rim: rito che prevede la privazione del simbionte

N
- Ne'nai: No
- Niush nio [niush nioo]: Guardate
- Ni'ya: Ascoltate
- Noc: No

O
- Oma Desala: Madre Natura
- Orak: coltello usato per fare i tatuaggi dei jaffa

P
- Pa'kree: Che succede?
- Pel'tak: sala di controllo di un'astronave
- Prata: termine jaffa che indica l'età della pubertà
- Prim'tah: simbionte Goa'uld in fase larvale e cerimonia di impianto del simbionte in un Jaffa

Q
- Quellshak: Consigliaci

R
- Renek: Onore

S
- Samue: Risorge
- Sha'lokma'kor: Prendeteli!
- Shak'ti'qua: cosa pensi di fare?
- Shalk'ek nem'ron: Muoio libero
- Shalk'kree!: taci, fai silenzio
- Sheril'nocin: Caspita!
- Shes'ta: valuta Goa'uld
- Shol'va: Traditore
- Si'nu [seenoo]: aspettate!
- Swaic: Capitano?

T
- Tak'uni'taga'mu'teron: arma di forma sferica
- Tal mal'tiak mal we'ai: Sono onorato
- Tao qua: Morto
- Teal'c: Forza
- Tek'ma'te: è un onore rivederti
- Tau'ri: umano
- Tacluchnatagamuntorons (tacs): arma telecomandata a ricerca termica
- Tel'tak: nave da carico goa'uld
- Talbet: arrenditi
- Tok: Contro
- Tok'Ra: Contro Ra, Resistenza

U
- Unas: i primi. Prima specie ospite dei Goa'uld

V
- Vo'cume: dispositivo jaffa per radunare gli uomini tramite ologramma

Y
- Yõ: Zitti, ascoltate!

Z
- Zat'ark: kamikaze dei signori del sistema post-lavaggio del cervello
- Zat'n'ktel (zat): arma ad energia, il primo colpo provoca molto dolore, il secondo uccide, il terzo disintegra